# Bintang Hulu
Bintang Hulu is een bestuurslaag in het regentschap Dairi van de provincie Noord-Sumatra, Indonesië. Bintang Hulu telt 1958 inwoners (volkstelling 2010).